# UFO (드라마)
《UFO》는 1970년 영국에서 방영된, 외계인의 지구 침략을 소재로 하는 SF 특수 촬영 드라마이다. 영국의 AP 필름스가 제작하였다. "UFO"라는 말을 일반적으로 소개하는 선구적인 역할을 했다.